# Jérémy Guillemenot
Jérémy Bruno Guillemenot (* 6. Januar 1998 in Genf) ist ein schweizerisch-französischer Fussballspieler portugiesischer Abstammung.

## Karriere
Guillemenot begann seine Karriere bei Urania Genève Sport. 2008 kam er in die Jugend des Servette FC. Im November 2014 stand er gegen den FC Schaffhausen erstmals im Kader der Profis von Servette.
Sein Debüt in der Challenge League gab er schliesslich im Mai 2015, als er am 34. Spieltag der Saison 2014/15 gegen den FC Schaffhausen in der 76. Minute für Karim Gazzetta eingewechselt wurde. Zu Saisonende musste er mit Servette zwangsweise in die Promotion League absteigen. Im August 2015 erzielte er bei einem 2:0-Sieg gegen die U-21-Mannschaft des FC St. Gallen seinen ersten Treffer in der dritthöchsten Schweizer Spielklasse. Zu Saisonende konnte er mit den Genfern wieder in die Challenge League aufsteigen.
Zur Saison 2016/17 wechselte er nach Spanien zum FC Barcelona, bei dem er zunächst in der U-19-Mannschaft eingesetzt wurde. Mit dieser nahm er in jener Saison auch an der UEFA Youth League teil, bei der man bis ins Halbfinale gelangte.
Im September 2016 debütierte er für die B-Mannschaft von Barcelona in der Segunda División B, als er am vierten Spieltag der Saison 2016/17 bei einer 3:2-Niederlage gegen den CD Alcoyano in der 72. Minute für Jesús Alfaro eingewechselt wurde. In jenem Spiel erzielte er zudem den Treffer zum zwischenzeitlichen 2:2. Mit Barcelona B stieg er zu Saisonende in die Segunda División auf.
Im September 2017 wurde Guillemenot an den Drittligisten CE Sabadell verliehen. Für Sabadell absolvierte er in der Saison 2017/18 23 Spiele in der dritthöchsten spanischen Spielklasse, in denen er einen Treffer machte.
Im Juli 2018 wechselte er zum österreichischen Bundesligisten SK Rapid Wien, bei dem er einen bis Juni 2019 laufenden Vertrag erhielt. Nach einem halben Jahr bei Rapid wechselte er im Januar 2019 zurück in die Schweiz zum FC St. Gallen, bei dem er einen bis Juni 2021 laufenden Vertrag erhielt.
Auf die Saison 2023/24 wechselte Guillemenot wieder zurück zu seinem Stammverein Servette FC, wo er einen Dreijahresvertrag unterzeichnete.

## Persönliches
Guillemenot wurde als Sohn einer Portugiesin und eines Franzosen im schweizerischen Genf geboren.